# 糠平ダム仮乗降場
糠平ダム仮乗降場（ぬかびらダムかりじょうこうじょう）または（現存する駅名標の写真では）ぬかびらだむ臨時乗降場は、かつて北海道河東郡上士幌町にあった、日本国有鉄道（国鉄）士幌線の仮乗降場で、行楽シーズンに限って開設・営業された。

## 歴史
- 1956年（昭和31年） - 開設[1]。
- 時期不詳 - 廃止[1]。

## 駅周辺
当仮乗降場は糠平湖南側湖畔にあり、現在国道273号糠平跨線橋の真下になっている。東側に少し離れたところに糠平ダムがある。

## 隣の駅
日本国有鉄道
士幌線
黒石平駅 - <電力所前仮乗降場> - 糠平ダム仮乗降場 - 糠平駅